# مفارقة أبيقور

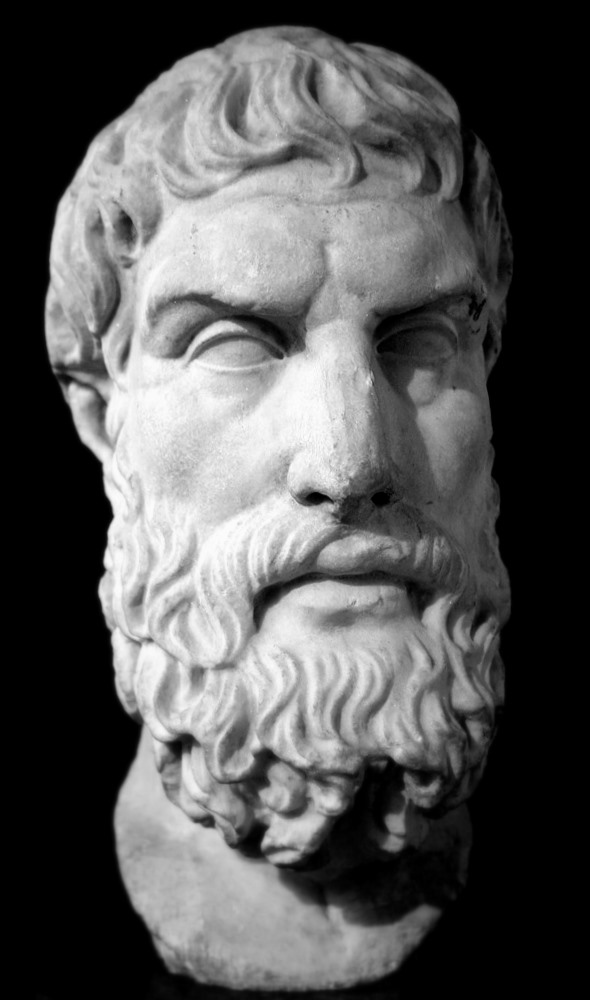
تمثال نصفي لأبيقور.

المفارقة الأبيقورية هي معضلة منطقية حول مشكلة الشر تُنسب إلى الفيلسوف اليوناني أبيقور، الذي جادل ضد وجود إله كلي العلم، وكلي القدرة، وكلي الخيرية في نفس الوقت.

## المفارقة
يأخذ منطق المفارقة الذي اقترحه أبيقور ثلاث خصائص محتملة للإله (القدرة المطلقة والعلم المطلق والخيرية المطلقة) ويربط المفاهيم معًا. من المفترض أنه في كل زوج، إذا كان العنصران صحيحين، فإن العنصر المفقود لا يمكن أن يكون صحيحًا أيضًا، مما يجعل المفارقة ثلاثية. تفترض المفارقة أيضًا أنه إذا كان من غير المنطقي أن تكون إحدى الخصائص الثلاث صحيحة، فلا يمكن أن يكون هناك إله يتمتع بالخصائص الثلاث. تتكون أزواج الخصائص والتناقضات المحتملة التي قد تخلقها من الآتي:
- إذا كان الإله يعرف كل شيء ولديه قوة غير محدودة، فإنه يعرف كل الشر ولديه القدرة على وضع حد له. ولكن إذا لم يضع حداً لها، فهو ليس كلي الخيرية.
- إذا كان الإله لديه قوة غير محدودة وهو خير تمامًا، إذن فهو لديه القدرة على إطفاء الشر ويريد إطفائه. ولكن إذا لم يفعل ذلك فإن معرفته بالشر محدودة، وبالتالي فهو ليس عليماً بكل شيء.
- إذا كان الإله كلي العلم وخير تمامًا، فهو يعلم كل الشر الموجود ويريد تغييره. ولكن إذا لم يحدث ذلك، فلا بد أن يكون ذلك لأنه غير قادر على تغييره، وبالتالي فهو ليس كلي القدرة.

## الإله في مذهب أبيقور
لم يكن أبيقور ملحدًا، على الرغم من أنه رفض فكرة وجود إله يهتم بالشؤون الإنسانية؛ وقد أنكر أتباع أبيقور فكرة عدم وجود إله. في حين أن مفهوم الإله الأسمى والسعيد والمبارك كان الأكثر شعبية في عصره، رفض إبيقور مثل هذه الفكرة، لأنه اعتبرها عبئًا ثقيلًا جدًا على الإله أن يقلق بشأن جميع المشاكل في العالم. لهذا السبب، تفترض مذهب أبيقور أن الآلهة لن تكن أي عاطفة خاصة للبشر ولن تعلم بوجودهم، بل ستكون بمثابة المثل الأخلاقية التي يمكن للبشرية أن تحاول التقرب منها. توصل إبيقور إلى استنتاج مفاده أن الآلهة لا يمكن أن تهتم برفاهية البشرية من خلال ملاحظة مشكلة الشر؛ أي وجود المعاناة على الأرض.

## الإسناد والاختلافات

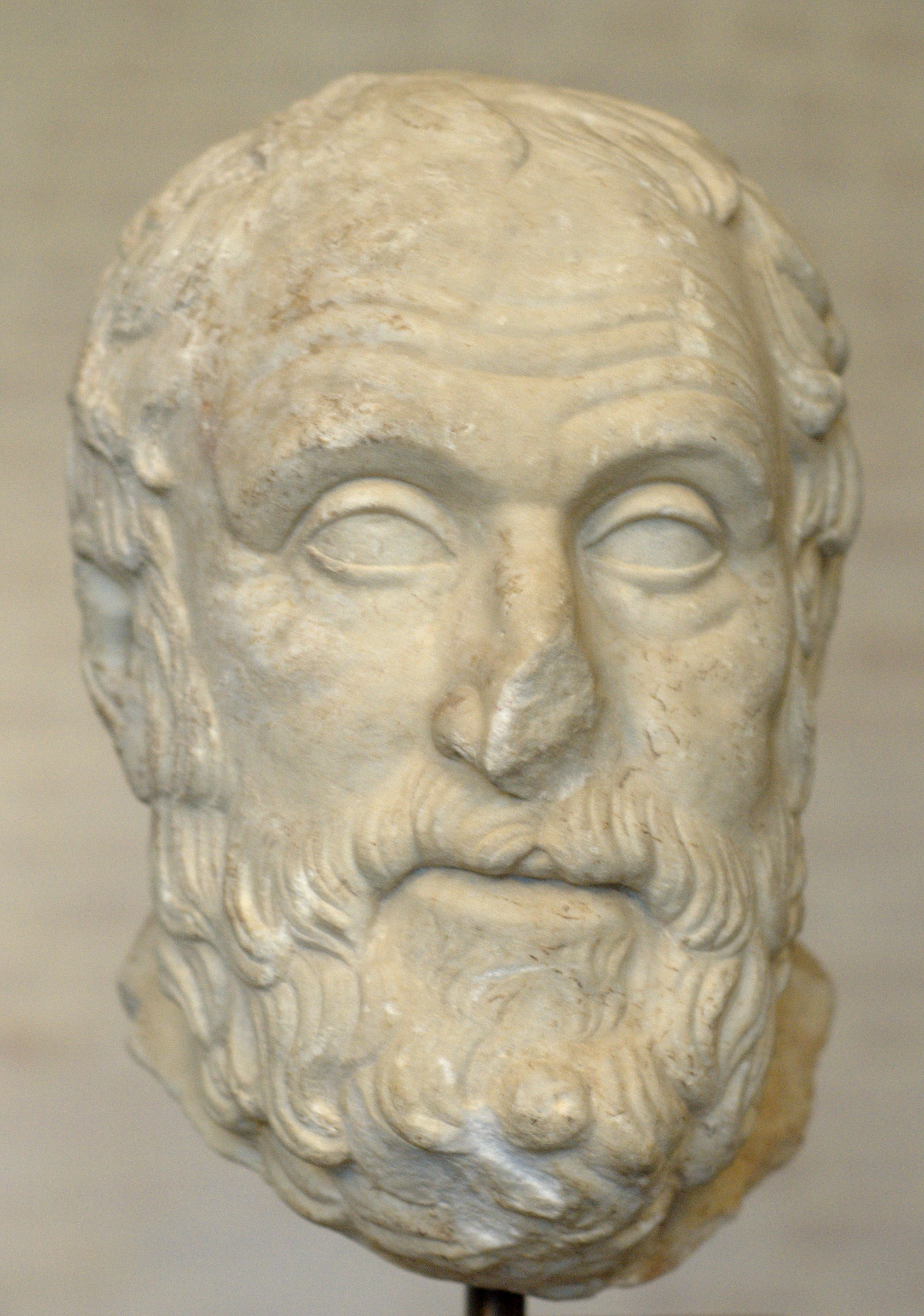
قد يكون كارنيادس هو المؤلف الحقيقي للمفارقة المنسوبة إلى أبيقور.

لا يوجد نص لأبيقور يؤكد تأليفه لهذه الحجة. لذلك، على الرغم من أنها كانت شائعة بين المدرسة الشكوكية في الفلسفة اليونانية، فمن الممكن أن تكون مفارقة أبيقور قد نسبت إليه خطأً من قبل لاكتانتيوس الذي، من وجهة نظره المسيحية، بينما كان يهاجم المشكلة التي اقترحها اليوناني، كان سيعتبره ملحدًا. يعتقد الباحث الألماني راينهولد جلي أن حجة الثيوديسيا تأتي من مصدر أكاديمي غير أبيقوري أو معادٍ لأبيقوري. تظهر أقدم نسخة محفوظة من هذه الثلاثية في كتابات الشكوكي سيكستوس إمبيريكوس.

يقتبس تشارلز براي، في كتابه فلسفة الضرورة الصادر سنة 1863، من أبيقور دون أن يذكر مصدره كمؤلف للمقتطف التالي:
 هل يكون الإله راغبًا في منع الشر ولكنه غير قادر عليه؟ إذًا فهو ليس كلي القدرة. هل يكون قادرًا ولكن دون رغبة؟ إذًا فهو شرير. هل يكون قادرًا وراغبًا في آنٍ واحد؟ فلماذا يوجد الشر إذًا؟
في كتابه "الأوراق الفلسفية" الصادر عام 1864، نسب ن. أ. نيكلسون "الاستفسارات الشهيرة" إلى أبيقور، مستخدمًا كلماتٍ سبق أن صاغها هيوم. وردت عبارة هيوم في الكتاب العاشر من مؤلفه الشهير "محاورات في الدين الطبيعي"، الذي نُشر بعد وفاته عام 1779. يبدأ فيلون خطابه قائلاً: "لا تزال أسئلة أبيقور القديمة دون إجابة". يأتي اقتباس هيوم من كتاب بيير بايل المؤثر "القاموس التاريخي والنقدي"، الذي ينقل عن لاكتانتيوس نسب الأسئلة إلى أبيقور. ويرد هذا الإسناد في الفصل الثالث عشر من كتاب لاكتانتيوس "عن دين الله"، الذي لا يقدم أي مصادر.

يفترض هيوم:
قدرة الإله لا حدود لها: كل ما يريده يُنفَّذ. لكن لا الإنسان ولا أي حيوان آخر سعيد. لذلك فهو لا يريد سعادتك. حكمته لا حدود لها: فهو لا يخطئ أبدًا في اختيار الوسائل لأي غاية: لكن مسار الطبيعة يميل إلى أن يكون معاكسًا لأي سعادة بشرية أو حيوانية: لذلك لم يُخلق لهذا الغرض. طوال تاريخ المعرفة البشرية، لا توجد استنتاجات أكثر يقينًا وعصمة من هذه. في أي نقطة، إذن، يُذكرك إحسانك ورحمتك بإحسان البشر ورحمتهم؟